# Yorkshire Oaks
Groupe 1
Les Yorkshire Oaks est une course hippique de plat se déroulant au mois d'août sur l'hippodrome de York en Angleterre.

## Caractéristiques et histoire
C'est une course de groupe 1 réservée aux pouliches de 3 ans et plus, couru sur 2 370 mètres pour une l'allocation s'élevant à 500 000 £.
Créées en 1849, les Yorkshire Oaks se disputent durant les quatre jours du meeting de l'Ebor Festival de York, dont la première édition a eu lieu en 1843, et qui comporte trois autres groupe 1 (les International Stakes, les Nunthorpe Stakes et les City of York Stakes), ainsi que le plus gros handicap d'Europe, le Ebor Handicap.

### Records
Chevaux :
- Only Royale – 1993, 1994
- Islington – 2002, 2003
- Enable – 2017, 2019

Jockey :
- Fred Archer – 8 – Spinaway (1875), Lady Golightly (1877), Jannette (1878), Wheel of Fortune (1879), Dutch Oven (1882), Britomartis (1883), Clochette (1884), Philosophy (1886)

Entraîneurs (9 victoires) :
- Mathew Dawson – Leonie (1868), Gertrude (1870), Spinaway (1875), Lady Golightly (1877), Jannette (1878), Wheel of Fortune (1879), Dutch Oven (1882), Britomartis (1883), Clochette (1884)
- Sir Michael Stoute – Fair Salinia (1978), Sally Brown (1985), Untold (1986), Hellenic (1990), Pure Grain (1995), Petrushka (2000), Islington (2002, 2003), Quiff (2004)

Propriétaire (8 victoires)
- Coolmore – Alexandrova (2006), Peeping Fawn (2007), Tapestry (2014), Seventh Heaven (2016), Love (2020), Snowfall (2021), Warm Heart (2023), Content (2024)

## Palmarès depuis 1987
| Année | Vainqueur        | Âge | Pays        | Père             | Jockey             | Entraîneur           | Propriétaire                 | Deuxième          | Troisième         | Temps   |
| ----- | ---------------- | --- | ----------- | ---------------- | ------------------ | -------------------- | ---------------------------- | ----------------- | ----------------- | ------- |
| 2024  | Content          | 3   | Irlande     | Galileo          | Ryan Moore         | Aidan O'Brien        | Coolmore                     | You Got To Me     | Emily Upjohn      | 2'28"75 |
| 2023  | Warm Heart       | 3   | Irlande     | Galileo          | James Doyle        | Aidan O'Brien        | Coolmore                     | Free Wind         | Savethelastdance  | 2'25"86 |
| 2022  | Alpinista        | 5   | Royaume-Uni | Frankel          | Luke Morris        | Sir Mark Prescott    | Kristen Rausing              | Tuesday           | La Petite Coco    | 2'29"92 |
| 2021  | Snowfall         | 3   | Irlande     | Deep Impact      | Ryan Moore         | Aidan O'Brien        | D.Smith, M.Tabor & S.Magnier | Albaflora         | La Joconde        | 2'26"61 |
| 2020  | Love             | 3   | Irlande     | Galileo          | Ryan Moore         | Aidan O'Brien        | D.Smith, M.Tabor & S.Magnier | Alpinista         | One Voice         | 2'31"31 |
| 2019  | Enable           | 5   | Royaume-Uni | Nathaniel        | Lanfranco Dettori  | John Gosden          | Khalid Abdullah              | Magical           | Lah Ti Dar        | 2'29"90 |
| 2018  | Sea of Class     | 3   | Royaume-Uni | Sea The Stars    | James Doyle        | William Haggas       | Sunderland Holding Inc.      | Coronet           | Eziyra            | 2'30"44 |
| 2017  | Enable           | 3   | Royaume-Uni | Nathaniel        | Lanfranco Dettori  | John Gosden          | Khalid Abdullah              | Coronet           | Queen's Trust     | 2'35"79 |
| 2016  | Seventh Heaven   | 3   | Irlande     | Galileo          | Colm O'Donoghue    | Aidan O'Brien        | D.Smith, M.Tabor & S.Magnier | Found             | Queen's Trust     | 2'28"50 |
| 2015  | Pleascach        | 3   | Irlande     | Teofilo          | Kevin Manning      | Jim Bolger           | Jackie Bolger                | Covert Love       | Sea Calisi        | 2'32"77 |
| 2014  | Tapestry         | 3   | Irlande     | Galileo          | Ryan Moore         | Aidan O'Brien        | D.Smith, M.Tabor & S.Magnier | Taghrooda         | Tasaday           | 2'28"59 |
| 2013  | The Fugue        | 4   | Royaume-Uni | Dansili          | William Buick      | John Gosden          | Lord A. Lloyd-Webber         | Venus de Milo     | Secret Gesture    | 2'28"29 |
| 2012  | Shareta          | 4   | France      | Sinndar          | Christophe Lemaire | Alain de Royer-Dupré | S.A. Aga Khan                | The Fugue         | Was               | 2'33"87 |
| 2011  | Blue Bunting     | 4   | Royaume-Uni | Dynaformer       | Frankie Dettori    | Mahmood Al Zarooni   | Écurie Godolphin             | Vita Nova         | Wonder Of Wonders | 2'35"34 |
| 2010  | Midday           | 4   | Royaume-Uni | Oasis Dream      | Tom Queally        | Henry Cecil          | Khalid Abdullah              | Snow Fairy        | Eleanora Duse     | 2'30"53 |
| 2009  | Dar Re Mi        | 4   | Royaume-Uni | Singspiel        | Jimmy Fortune      | John Gosden          | Andrew Lloyd Webber          | Sariska           | Roman Empress     | 2'31"00 |
| 2008* | Lush Lashes      | 3   | Irlande     | Galileo          | Kevin Manning      | Jim Bolger           | Mrs J.Bolger                 | Dar Re Mi         | Michita           | 2'32"41 |
| 2007  | Peeping Fawn     | 3   | Irlande     | Danehill         | Johnny Murtagh     | Aidan O'Brien        | Michael Tabor & Sue Magnier  | Allegretto        | Trick Or Treat    | 2'32"70 |
| 2006  | Alexandrova      | 3   | Irlande     | Sadler's Wells   | Michael Kinane     | Aidan O'Brien        | Michael Tabor & Sue Magnier  | Short Skirt       | Allegretto        | 2'32"41 |
| 2005  | Punctilious      | 4   | Royaume-Uni | Danehill         | Kerrin McEvoy      | Saeed bin Suroor     | Godolphin                    | Dash To The Top   | Lune d'Or         | 2'28"76 |
| 2004  | Quiff            | 3   | Royaume-Uni | Sadler's Wells   | Kieren Fallon      | Sir Michael Stoute   | Khalid Abdullah              | Pongee            | Hazarista         | 2'38"03 |
| 2003  | Islington        | 4   | Royaume-Uni | Sadler's Wells   | Kieren Fallon      | Sir Michael Stoute   | Lord Weinstock               | Ocean Silk        | Summitville       | 2'27"44 |
| 2002  | Islington        | 3   | Royaume-Uni | Sadler's Wells   | Kieren Fallon      | Sir Michael Stoute   | Lord Weinstock               | Guadalupe         | Sulk              | 2'26"74 |
| 2001  | Super Tassa      | 5   | Italie      | Lahib            | Kevin Darley       | Valfredo Valiani     | Valfredo Valiani             | Sacred Song       | Rockerlong        | 2'30"17 |
| 2000  | Petrushka        | 3   | Royaume-Uni | Unfuwain         | Johnny Murtagh     | Sir Michael Stoute   | Highclere Racing Ltd         | Love Divine       | Ramruma           | 2'29"41 |
| 1999  | Ramruma          | 3   | Royaume-Uni | Diesis           | Pat Eddery         | Henry Cecil          | Prince Fahd bin Salman       | Ela Athena        | Silver Rhapsody   | 2'29"17 |
| 1998  | Catchascatchcan  | 3   | Royaume-Uni | Pursuit of Love  | Kieren Fallon      | Henry Cecil          | 9th Baron Howard de Walden   | High And Low      | Cloud Castle      | 2'26"06 |
| 1997  | My Emma          | 4   | Royaume-Uni | Marju            | Darryll Holland    | Rae Guest            | Matthews Breeding & Racing   | Whitewater Affair | Crown of Light    | 2'30"59 |
| 1996  | Key Change       | 3   | Irlande     | Darshaan         | Johnny Murtagh     | John Oxx             | Lady Clague                  | Papering          | Mezzogiorno       | 2'27"56 |
| 1995  | Pure Grain       | 3   | Royaume-Uni | Polish Precedent | John Reid          | Michael Stoute       | Robert Barnett               | Magical Retreat   | Wind In Her Hair  | 2'28"68 |
| 1994  | Only Royale      | 5   | Royaume-Uni | Caerleon         | Frankie Dettori    | Luca Cumani          | G. Sainaghi                  | Dancing Bloom     | State Crystal     | 2'28"07 |
| 1993  | Only Royale      | 4   | Royaume-Uni | Caerleon         | Ray Cochrane       | Luca Cumani          | G. Sainaghi                  | Dancing Bloom     | User Friendly     | 2'31"76 |
| 1992  | User Friendly    | 3   | Royaume-Uni | Slip Anchor      | George Duffield    | Clive Brittain       | Bill Gredley                 | Bineyah           | Guilty Secret     | 2'29"41 |
| 1991  | Magnificent Star | 3   | Royaume-Uni | Silver Hawk      | Tony Cruz          | Mohammed Moubarak    | Ecurie Fustok                | Jet Ski Lady      | Shamshir          | 2'35"92 |
| 1990  | Hellenic         | 3   | Royaume-Uni | Darshaan         | Willie Carson      | Michael Stoute       | Lord Weinstock               | Kartajana         | Wajd              | 2'28"14 |
| 1989  | Roseate Tern     | 3   | Royaume-Uni | Blakeney         | Willie Carson      | Dick Hern            | Lord Carnavon                | Alydaress         | Petite Île        | 2'31"58 |
| 1988  | Diminuendo       | 3   | Royaume-Uni | Diesis           | Steve Cauthen      | Henry Cecil          | Cheikh Mohammed              | Sudden Love       | Sparrows Air      | 2'25"79 |
| 1987  | Bint Pasha       | 3   | Royaume-Uni | Affirmed         | Richard Quinn      | Paul Cole            | Prince Fahd bin Salman       | Blessed Event     | Bourbon Girl      | 2'38"45 |